# Friedrich Ludwig Löhr
Friedrich Ludwig Löhr (* in Ingolstadt an der Donau) ist ein deutscher Diplomat im Ruhestand.

## Leben
Nach dem Abitur absolvierte Löhr zwischen 1966 und 1974 ein Studium in den Fächern Rechtswissenschaften, Französisch und Internationale Beziehungen an der Ruprecht-Karls-Universität Heidelberg, der Universität Montpellier sowie der University of Oxford und legte während dieser Zeit 1970 eine Prüfung in der französischen Rechtssprache an der Universität Heidelberg ab. Nach der Ablegung des Ersten Juristischen Staatsexamens 1971 in Heidelberg, studierte er zwischen 1971 und 1974 mit einem Rhodes-Stipendium am Wadham College der University of Oxford und erwarb dort 1974 einen Master der Philosophie (M. Phil.). Darüber hinaus belegte er 1972 Kurse im Forschungszentrum der Haager Akademie für Völkerrecht und war schließlich von 1974 bis 1975 als Rechtsreferendar am Landgericht Heidelberg tätig.
1975 trat Löhr in den Auswärtigen Dienst ein und fand nach Abschluss der Laufbahnprüfung für den höheren Dienst 1977 zunächst Verwendung als Referent für Presse und Politik an der Botschaft in Jugoslawien und dann 1980 als Referent in den Bereichen Auswärtige Kulturpolitik für Afrika sowie Arbeitsstab Polen des Auswärtigen Amtes in Bonn. Nach einer darauf folgenden Verwendung von 1982 bis 1985 als Referent für Abrüstung an der Ständigen Vertretung bei den Vereinten Nationen in New York City wurde er Ständiger Vertreter des Botschafters im Sudan, ehe er sich zwischen 1987 und 1990 als Mitarbeiter der Ständigen Vertretung bei der Europäischen Union in Brüssel mit Verbindungsaufgaben zum Europäischen Parlament in Straßburg befasste.
Im Anschluss wurde er Referent im Planungsstab des Auswärtigen Amtes und danach 1991 stellvertretender Leiter des Referats für Europapolitik im Bundeskanzleramt. Nach einer Tätigkeit von 1993 bis 1995 in der Planungsgruppe der CDU/CSU-Fraktion des Deutschen Bundestages, war er 1995 zunächst Ständiger Vertreter des Botschafters in Ungarn und danach kurzzeitig von August bis September 1995 Leiter der Konsularabteilung der Botschaft in Tschechien.
Im Anschluss war Löhr von September 1995 bis 1997 Ständiger Vertreter des Botschafters in Algerien und wurde nach einer anschließenden Verwendung am Genfer Zentrum für Sicherheitspolitik 1998 Referent im Referat für die Abrüstung Biologischer und Chemischer Waffen im Auswärtigen Amt. 2002 erfolgte seine Ernennung zum Gesandten und Ständigen Vertreter des Botschafters in der Volksrepublik China.
2005 erhielt Löhr als Nachfolger von Doris Hertrampf, die Referatsleiterin im Auswärtigen Amt wurde, die Akkreditierung als Botschafter in Nordkorea. Dieses Amt bekleidete er bis zu seiner Ablösung durch Thomas Schäfer 2007 und war danach für ein Jahr Fellow an der Harvard University.
Von 2008 bis 2012 war Friedrich Ludwig Löhr Generalkonsul in Boston. Der Amtsbezirk des Generalkonsulats umfasst die Bundesstaaten Connecticut (außer Fairfield County), Maine, Massachusetts, New Hampshire, Rhode Island und Vermont.